# Poecilographa
Poecilographa is een vliegengeslacht uit de familie van de slakkendoders (Sciomyzidae).

## Soorten
- P. decora (Loew, 1864)